# Rudy Cuzzetto
Pour les articles homonymes, voir Cuzzetto.
Rudy Cuzzetto est un homme politique provincial canadien de l'Ontario. Il est député provincial progressiste-conservateur de la circonscription ontarienne de Mississauga—Lakeshore depuis 2018.